# Hendrik Böttichius
Hendrik Böttichius († 1721) was een Nederlandse schulte .
Böttichius was een zoon van schulte van Dalen en Oosterhesselen Johannes Böttichius en Maria Brachtesende. Hij werd in 1685 door Eigenerfden en Ridderschap van Drenthe als assistent aan zijn vader toegevoegd in de functie van adjunct-schulte, vanwege diens "lijves swackheyt". Na het overlijden van zijn vader volgde hij hem omstreeks 1690 op als schulte. Hij bleef in functie tot zijn overlijden in 1721. In 1722 werd hij als schulte opgevolgd door Timan Oldenhuis.
Böttichius was getrouwd met Johanna Coops, waarschijnlijk op 18 augustus 1688.